# Pierre Margaron

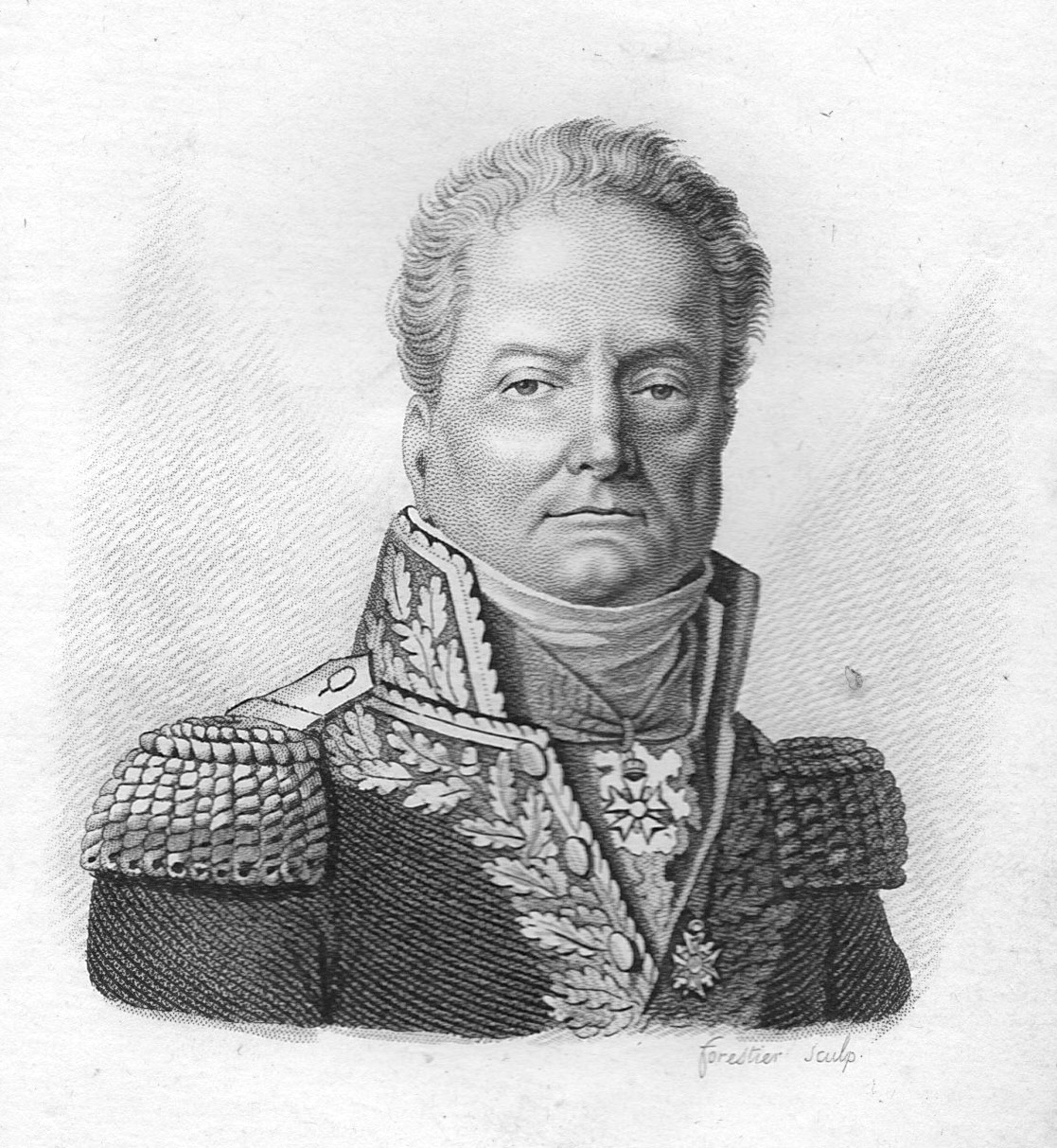
Pierre Margaron

Pierre Margaron (* 1. Mai 1765 in Lyon; † 16. Dezember 1824 in Paris) war ein französischer General der Kavallerie.

## Leben und Wirken
Margaron war von Anfang an ein begeisterter Anhänger der Revolution und begann 1789 auch seine militärische Karriere. Am 15. August 1792 schloss er sich im Rang eines Capitaine der Légion des Ardennes an und konnte sich schon bald durch Mut und Tapferkeit auszeichnen. Es folgten einige Beförderungen während der Revolutionskriege und 1794/95 konnte als Adjudant-général zur Nordarmee wechseln.
Als Napoleon 1796 seinen Italienfeldzug plante, meldete sich Margaron freiwillig als einer der Ersten. Er kämpfte u. a. bei Castiglione (5. August 1796) und Lodi (10. Mai 1796).
Auch bei Fossano (4./5. November 1799), an der Trebbia (17./19. Juni 1799) und vor Marengo konnte sich Margaron durch Tapferkeit auszeichnen.
Margaron nahm an der Schlacht bei Austerlitz (2. Dezember 1805) teil und wurde dabei verwundet. Er kehrte zurück nach Frankreich und war offiziell bis 11. April 1806 dienstunfähig. Aber erst am 28. Juli desselben Jahres kehrte er in den Generalstab der Grande Armée zurück. Am 14. Oktober kämpfte seine Kavallerie unter Marschall Soult in der Schlacht bei Jena.
Unter General Andoche Junot war Margaron an den Napoleonischen Kriegen auf der Iberischen Halbinsel beteiligt. Er kämpfte bei Vimeiro (4./5. November 1808), bei Évora de Alcobaça (8. Dezember 1810) und am Gévora (19. Februar 1811).
Nach der Schlacht bei Vitoria (21. Juni 1813), an der Margaron ebenfalls teilnahm, konnte er zusammen mit seinen Truppen wieder nach Frankreich zurückkehren. Nach der Schlacht bei Paris (31. März 1814) und Napoleons Abdankung (→Abdikation) wandte sich Margaron den Bourbonen zu und unterstützte König Ludwig XVIII. Als Napoleon die Insel Elba verlassen hatte und dessen „Herrschaft der Hundert Tage“ begannen, stellte sich Margaron sofort wieder unter den Befehl des Kaisers.
Nach der Schlacht bei Waterloo (18. Juni 1815) war Margaron bei Paris stationiert und wurde am 22. Oktober 1815 in den vorläufigen Ruhestand geschickt. Mit Wirkung vom 14. August 1816 ernannte ihn König Ludwig XVIII. zum Generalinspekteur der Gendarmerie und Margaron hatte dieses Amt fünf Jahre inne. Am 3. Juli 1821 wurde er offiziell in den Ruhestand verabschiedet.
Pierre Margaron ließ sich in Paris nieder und starb dort am 16. Dezember 1824. Er fand seine letzte Ruhestätte auf dem Friedhof Père-Lachaise (Division 39).

## Ehrungen
- 9. Dezember 1803 Chevalier der Ehrenlegion
- 14. Juni 1804 Commandeur der Ehrenlegion
- 29. Januar 1809 Baron de l’Émpire
- April 1814 Chevalier des Ordre royal et militaire de Saint-Louis
- Sein Name findet sich am nördlichen Pfeiler (2. Spalte) des Triumphbogens am Place Charles-de-Gaulle (Paris)